# VC Marcq-en-Barœul
VC Marcq-en-Barœul (Volley Club Marcq-en-Barœul) är en volleybollklubb från Marcq-en-Barœul i norra Frankrike (nära gränsen mot Belgien). De spelar sina hemmamatcher i Salle Saint Exupéry.
Klubben grundades 1962 Klubben har både dam- och herrlag. Damlaget vann grupp A av Élite 2017-2018 och kom därför att debutera i Ligue A 2018/2019, där de blev trea.